# Deinypena biplagalis
Deinypena biplagalis là một loài bướm đêm trong họ Noctuidae.